# We Will Rock You
We Will Rock You je singl britanskog rock sastva Queen. Tekst je napisao Brian May. Singl je izdan 7. listopada 1977. Pjesma ne nalazi na "A" strani singla "We Are the Champions" i na albumu "News of World" iz 1976. godine. Prema ispitivanjima 1000 slušatelja izabrana je za rock himnu svih vremena, koje je napravio "UCI Cinemas". Pjesma je davne 1977. godine potisnula Queenov hit koji ih je proslavio "Bohemian Rhapsody" u drugi plan.

## Vanjske poveznice
- Tekst pjesme  Arhivirana inačica izvorne stranice od 11. ožujka 2007. (Wayback Machine)